# Jiří Mareček
Jiří Mareček (3. června 1930, Hradec Králové – 26. ledna 2024, Praha) byl český profesor v oboru zahradní a krajinná architektura a vysokoškolský pedagog. Od roku 1971 do 1991 byl ředitelem Výzkumného ústavu okrasného zahradnictví v Průhonicích.  
Dne 28. října 2022 byl oceněn medaili Za zásluhy I. třídy. 

## Život
Narodil se v Hradci Králové, kde jeho rodiče měli zahradnictví v Kuklenách. Jeho otec František byl pěstitel a šlechtitel růží a průkopníkem v rychlení zeleniny. Také experimentoval se způsoby výsadby a pěstování ovocných stromů a vynalezl mezinárodně patentované zařízení pro pěstování zeleninové sadby balíčkovač VAJMA. Stejně jako dva jeho starší bratři ze čtyř sourozenců se vydal na zahradnickou cestu. Nejprve se vyučil zahradníkem, poté absolvoval zahradnickou školu v Praze – Ruzyni a následně pokračoval ve studiu na Vysoké škole zemědělské v Brně, kde v roce 1955 vystudoval obor zahradnictví v Lednici. Právě při studiích na této fakultě se seznámil se svou manželkou Františkou. Po studiu krátce pracoval jako krajinářský projektant v Agroprojektu Praha a následně od roku 1958 v Československém ovocnářském a zahrádkářském svazu na pozici vedoucího odborného úseku.
Od roku 1961 pracoval jako asistent na katedře zahradnictví VŠZ v Praze, kde se zasadil o obnovu výuky zahradní a krajinářské architektury, kterou také i vyučoval. Mimo jiné zde vyprojektoval a zrealizoval sadovnické úpravy rozsáhlého kampusu u nově vybudovaného areálu
školy v Praze – Suchdole. Po disertační práci se roku 1971 stal ředitelem Výzkumného ústavu okrasného zahradnictví. Za jeho vedení byla vystavěna nová budova ústavu, zvětšil se a zmodernizoval areál pokusných skleníků, byly postaveny dílny a byty pro nové zaměstnance anebo se připravila rekonstrukce budov bývalého panského statku na Kongresové centrum. Nejvýznamnější byla jeho iniciace a vznik Dendrologické zahrady. Také začal pravidelně dojíždět přednášet na Zahradnickou fakultu brněnské Vysoké škole zemědělské, stal se zde vedoucím katedry biotechniky zeleně, v roce 1976 habilitoval na docenta a roku 1989 zde byl jmenován profesorem. Napsal kompletní scénář desetidílného seriálu o okrasných zahradách Žijeme s květinami pro Československou televizi.
Ředitelem průhonického VÚOZ byl až do roku 1991, kdy odešel do důchodu. Začal se věnovat soukromé školkařské a projektové činnosti a znovu přednášel na Vysoké škole zemědělské v Praze. Roku 2006 zde vyprojektoval tematickou výukovou zahradu Libosad. Mimo toho i nadále přispíval s články do časopisech a psal odborné knihy. Na České zemědělské univerzitě vedl přednášky a cvičení v rámci krajinářské výuky až do roku 2015. U příležitosti svých 90. narozenin převzal a zasadil v Dendrologické zahradě lípu, pojmenovanou Profesor Mareček.  Šlo o náhodný kříženec Tilia japonica ´Ernest Wilson´ s Tilia dasystyla subsp. Caucasica.
U příležitosti oslav výročí vzniku Československa byl 28. října 2022 vyznamenán prezidentem Milošem Zemanem medailí Za zásluhy.
Zemřel 26. ledna 2024 v Praze ve věku 94 let a poslední rozloučení se konalo 2. února 2024 ve Velké obřadní síni krematoria v Praze-Strašnicích. Téhož roku mu byla 25. září odhalena pamětní lavička, která mu byla věnovaná v Dendrologické zahradě ve VÚKOZ.

## Dílo
Na svém kontě má více než 120 projektů zahrad a veřejných sadových úprav a pět knižních publikací.
Vybrané projekty a realizace:
- tři generely lázeňských areálů a jejich širšího krajinného prostředí: Janské Lázně, Lázně Jeseník a Konstantinovy Lázně
- vítězný soutěžní projekt vegetačního doprovodu dálnice D1
- koncepce sadových úprav skanzenu v Třebízi
- soustava krajinářských vegetačních úprav v zájmovém území Bezno u Mladé Boleslavi
- systém vegetačních úprav v Kralupech nad Vltavou
- projekce dlouhodobého řízení a realizace sadových úprav v kampusu VŠZ/ČZU v Praze
- tematická výuková zahrada Libosad v ČZU
- projekce areálu ČZU v Praze pro výuku agrodesignu Agrosad
- zřízení a rozvoj dnešní Dendrologické zahrady ve VÚKOZ v Průhonicích[14][15]

## Ocenění
- 2022:  Medaile Za zásluhy I. stupně, za zásluhy o stát v oblasti výchovy a školství